# Beilschmiedia scintillans
Beilschmiedia scintillans är en lagerväxtart som först beskrevs av André Joseph Guillaume Henri Kostermans, och fick sitt nu gällande namn av Van der Werff & Sach.Nishida. Beilschmiedia scintillans ingår i släktet Beilschmiedia och familjen lagerväxter. Inga underarter finns listade i Catalogue of Life.